# Stars (MV Killa e Yung Snapp)
Stars è un singolo del rapper italiano MV Killa e del produttore Yung Snapp, pubblicato l'11 novembre 2020 come secondo estratto dall'album Hours.

## Tracce
Testi e musiche di Marcello Valerio e Antonio Lago.
1. Stars – 2:39